# Babarcszőlős
Babarcszőlős ist eine ungarische Gemeinde im Kreis Siklós im Komitat Baranya. Mehr als die Hälfte der Bewohner zählt zur Volksgruppe der Roma.

## Geografische Lage
Babarcszőlős liegt 21 Kilometer südwestlich des Komitatssitzes Pécs und 13,5 Kilometer nordwestlich der Kreisstadt Siklós an dem Fluss Bosta-patak. Nachbargemeinden sind Siklósbodony, Szava, Diósviszló und Hegyszentmárton.

## Geschichte
Im Jahr 1907 gab es in der damaligen Kleingemeinde 54 Häuser und 270 Einwohner auf einer Fläche von 802 Katastraljochen. Sie gehörte zu dieser Zeit zum Bezirk Szentlőrincz im Komitat Baranya.

## Sehenswürdigkeiten
- Glockenturm aus dem Jahr 1911, an den 1993 eine römisch-katholische Kapelle angebaut wurde
- Marienstatue, an der Kirche
- Gedenktafel für die Opfer der Weltkriege, an der Kirche

## Verkehr
Babarcszőlős ist nur über die Nebenstraße Nr. 58115 zu erreichen. Es bestehen Busverbindungen nach Siklósbodony sowie über Szava nach Garé. Der nächstgelegene Bahnhof befindet sich in Pécs.